# Tiroteio em massa

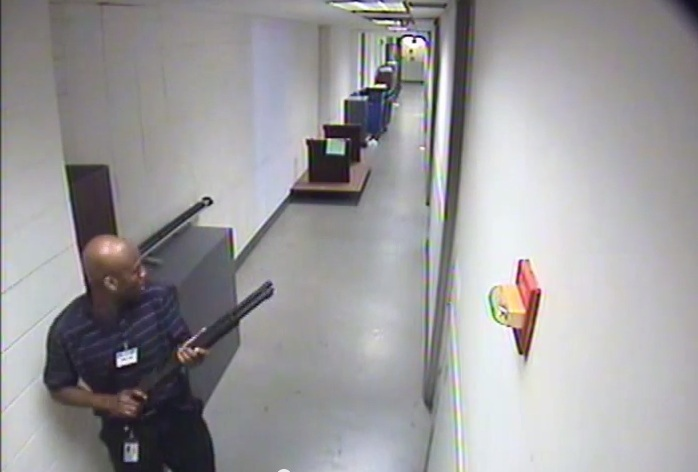
Aaron Alexis segurando uma espingarda durante o tiroteio no Washington Navy Yard nos Estados Unidos

Tiroteio em massa é um tipo de assassinato em massa em que um ou mais agressores matam ou ferem vários indivíduos simultaneamente usando uma arma de fogo. Não existe uma definição amplamente aceita de “tiroteio em massa” e diferentes organizações que rastreiam tais incidentes usam definições diferentes. As definições excluem a guerra e, por vezes, excluem casos de violência de gangues, assaltos à mão armada, familicídios e terrorismo. 
Nos Estados Unidos, o país com o maior número de tiroteios em massa, a Lei de Assistência Investigativa para Crimes Violentos de 2012 define os assassinatos em massa como três ou mais assassinatos num único incidente. Um relatório de 2013 do Serviço de Investigação do Congresso dos Estados Unidos especifica quatro ou mais assassinatos de vítimas indiscriminadas, ao mesmo tempo que exclui a violência cometida como meio para atingir um fim, como o roubo ou o terrorismo. Meios de comunicação como a CNN e alguns grupos de pesquisa sobre violência criminal, como o Gun Violence Archive, definem tiroteios em massa como envolvendo "quatro ou mais feridos ou mortos por tiro em um único incidente, no mesmo horário e local geral, sem incluir o atirador". A revista Mother Jones define tiroteios em massa como ataques indiscriminados que matam três ou mais indivíduos, excluindo o perpetrador, violência de gangues e assalto à mão armada. Um estudo australiano de 2006 especifica cinco indivíduos mortos para definiri esse tipo de crime.
O motivo para tiroteios em massa (que ocorrem em locais públicos) geralmente é que eles são cometidos por indivíduos profundamente descontentes que buscam vingança por fracassos escolares/acadêmicos, profissionais ou pessoais ou que buscam fama ou atenção, sendo que pelo menos 16 atiradores em massa desde o Massacre de Columbine citaram "fama" ou "notoriedade" como motivo para cometer tal ato. Os que buscam a fama têm, em média, mais que o dobro do número de corpos, e muitos articularam o desejo de superar os “recordes anteriores”.

## Por país

### Brasil
O Brasil tem uma das taxas mais altas de violência armada do mundo, e os tiroteios em massa tornaram-se mais comuns nos últimos anos. Em 2022, ocorreram pelo menos 10 tiroteios em massa no Brasil, resultando na morte de mais de 50 pessoas. Além disso, em 2017, ocorreram mais de 45 mil homicídios relacionados com armas de fogo em todo o país.
Entre os tiroteios em massa notáveis no Brasil estão:
- Tiroteio na escola de Suzano (2019) : Dois ex-alunos mataram 7 pessoas e feriram outras 11 na Escola Estadual Raul Brasil, em Suzano, São Paulo, antes de se matarem. Os perpetradores também mataram um de seus tios antes do tiroteio na escola.
- Tiroteio na escola de Realengo (2011) : Um homem armado matou 12 alunos e feriu outros 22 na Escola Municipal Tasso da Silveira, em Realengo, Rio de Janeiro, antes de cometer suicídio .
- Tiroteio na Catedral de Campinas (2018) : Um homem matou cinco pessoas e feriu outras 4 na Catedral Metropolitana de Campinas, em Campinas, São Paulo. A polícia atirou no homem armado ao seu lado antes que ele se matasse.
- Tiroteios em escolas de Aracruz (2022): Em 25 de novembro de 2022, um ex-aluno neonazista [11] de 16 anos abriu fogo contra duas escolas no Brasil, matando quatro e ferindo 12.